# Waldrip Ledge
Waldrip Ledge ist ein 900 m hohes, 6 km² großes und mit Felsvorsprüngen übersätes Hochplateau im Australischen Antarktis-Territorium. Am Nordrand der Britannia Range des Transantarktischen Gebirges liegt es auf der Ostseite der Mündung des Ragotzkie-Gletschers in den Hatherton-Gletscher.
Das Advisory Committee on Antarctic Names benannte es im Jahr 2000 nach David Waldrip vom Ingenieursunternehmen Holmes & Narver aus dem kalifornischen Orange, der zwischen 1978 und 1979 ein Feldforschungslager einer Mannschaft des United States Antarctic Research Program zur Erkundung des Darwin-Gletschers geleitet hatte, das sich unweit des Plateaus befand.